# Jeimmy Bernárdez
Jeimmy Julissa Bernárdez Santos (Tela, 3 settembre 1986) è un'ex ostacolista honduregna, specializzata nei 400 metri ostacoli.
Ha iniziato a gareggiare internazionalmente nel 2004 riscuotendo sin da subito, e fino alla fine della carriera, riconoscimenti nei campionati regionali. Bernárdez oltre ad aver preso parte a due edizioni delle Universiadi e qualche edizione dei Mondiali, ha rappresentato Honduras ai Giochi olimpici di Pechino 2008 e di Londra 2012.

## Palmarès
| Anno | Manifestazione             | Sede           | Evento      | Risultato  | Prestazione | Note |
| ---- | -------------------------- | -------------- | ----------- | ---------- | ----------- | ---- |
| 2004 | Centroamericani U20        | San José       | 100 m piani | Bronzo     | 12"82       |      |
| 2004 | Centroamericani U20        | San José       | 100 m hs    | Argento    | 15"69       |      |
| 2004 | Campionati CAC U20         | Coatzacoalcos  | 100 m piani | Batteria   | 12"79       |      |
| 2004 | Campionati CAC U20         | Coatzacoalcos  | 100 m hs    | 7ª         | 15"31       |      |
| 2004 | Centroamericani            | Managua        | 100 m piani | Bronzo     | 12"60       |      |
| 2004 | Centroamericani            | Managua        | 100 m hs    | Oro        | 15"06       |      |
| 2004 | Campionati ibero-americani | Huelva         | 100 m piani | Semifinale | 12"64       |      |
| 2004 | Campionati ibero-americani | Huelva         | 100 m hs    | Semifinale | 15"78       |      |
| 2005 | Centroamericani            | San José       | 100 m piani | 5ª         | 12"80       |      |
| 2005 | Centroamericani            | San José       | 100 m hs    | Oro        | 14"72       |      |
| 2005 | Mondiali                   | Helsinki       | 100 m hs    | Batteria   | 14"78       |      |
| 2006 | Giochi centramericani      | Managua        | 100 m hs    | Oro        | 14"18       |      |
| 2006 | Giochi centramericani      | Managua        | 4×100 m     | Argento    | 49"51       |      |
| 2006 | Giochi centramericani      | Managua        | 4×400 m     | Argento    | 4'47"89     |      |
| 2006 | Campionati ibero-americani | Ponce          | 100 m ha    | 7ª         | 14"28       |      |
| 2006 | Campionati NACAC U23       | Santo Domingo  | 100 m hs    | 6ª         | 14"21       |      |
| 2006 | Giochi CAC                 | Cartagena      | 100 m hs    | Batteria   | 14"04       |      |
| 2007 | Giochi dell'ALBA           | Caracas        | 100 m hs    | Oro        | 14"31       |      |
| 2007 | Centroamericani            | San José       | 100 m hs    | Oro        | 14"42       |      |
| 2007 | Campionati NACAC           | San Salvador   | 100 m hs    | 5ª         | 13"96       |      |
| 2007 | Giochi panamericani        | Rio de Janeiro | 100 m hs    | Batteria   | 14"05       |      |
| 2007 | Mondiali                   | Osaka          | 100 m hs    | Batteria   | 14"35       |      |
| 2008 | Campionati ibero-americani | Iquique        | 100 m hs    | 7ª         | 14"28       |      |
| 2008 | Centroamericani            | San Pedro Sula | 100 m hs    | Oro        | 14"11       |      |
| 2008 | Campionati NACAC U23       | Toluca         | 100 m hs    | 4ª         | 13"83       |      |
| 2008 | Giochi olimpici            | Pechino        | 100 m hs    | Batteria   | 14"29       |      |
| 2009 | Centroamericani            | Guatemala City | 100 m hs    | Oro        | 14"32       |      |
| 2009 | Universiadi                | Belgrado       | 100 m hs    | Batteria   | 14"06       |      |
| 2009 | Mondiali                   | Berlino        | 100 m hs    | Batteria   | 14"53       |      |
| 2010 | Giochi centramericani      | Panama         | 100 m hs    | Oro        | 14"55       |      |
| 2010 | Campionati ibero-americani | San Fernando   | 100 m hs    | Batteria   | dq          |      |
| 2010 | Giochi CAC                 | Mayagüez       | 100 m hs    | Batteria   | 14"27       |      |
| 2010 | Centroamericani            | Guatemala City | 100 m piani | Finale     | dq          |      |
| 2010 | Centroamericani            | Guatemala City | 100 m hs    | Oro        | 14"63       |      |
| 2011 | Centroamericani            | San José       | 100 m piani | Argento    | 12"14       |      |
| 2011 | Centroamericani            | San José       | 100 m hs    | Oro        | 14"85       |      |
| 2011 | Campionati CAC             | Mayagüez       | 100 m hs    | Batteria   | 14"64       |      |
| 2011 | Universiadi                | Shenzen        | 100 m hs    | Batteria   | 14"27       |      |
| 2011 | Mondiali                   | Taegu          | 100 m hs    | Batteria   | 14"45       |      |
| 2011 | Giochi panamericani        | Guadalajara    | 100 m hs    | Batteria   | 13"92       |      |
| 2012 | Campionati ibero-americani | Barquisimeto   | 100 m hs    | 6ª         | 14"10       |      |
| 2012 | Centroamericani            | Managua        | 100 m hs    | Oro        | 13"99       |      |
| 2012 | Giochi olimpici            | Londra         | 100 m hs    | Batteria   | 14"36       |      |
| 2013 | Giochi centramericani      | San José       | 100 m piani | 5ª         | 12"47       |      |
| 2013 | Giochi centramericani      | San José       | 100 m hs    | Oro        | 14"42       |      |